# Lista celor mai mari domuri din lume

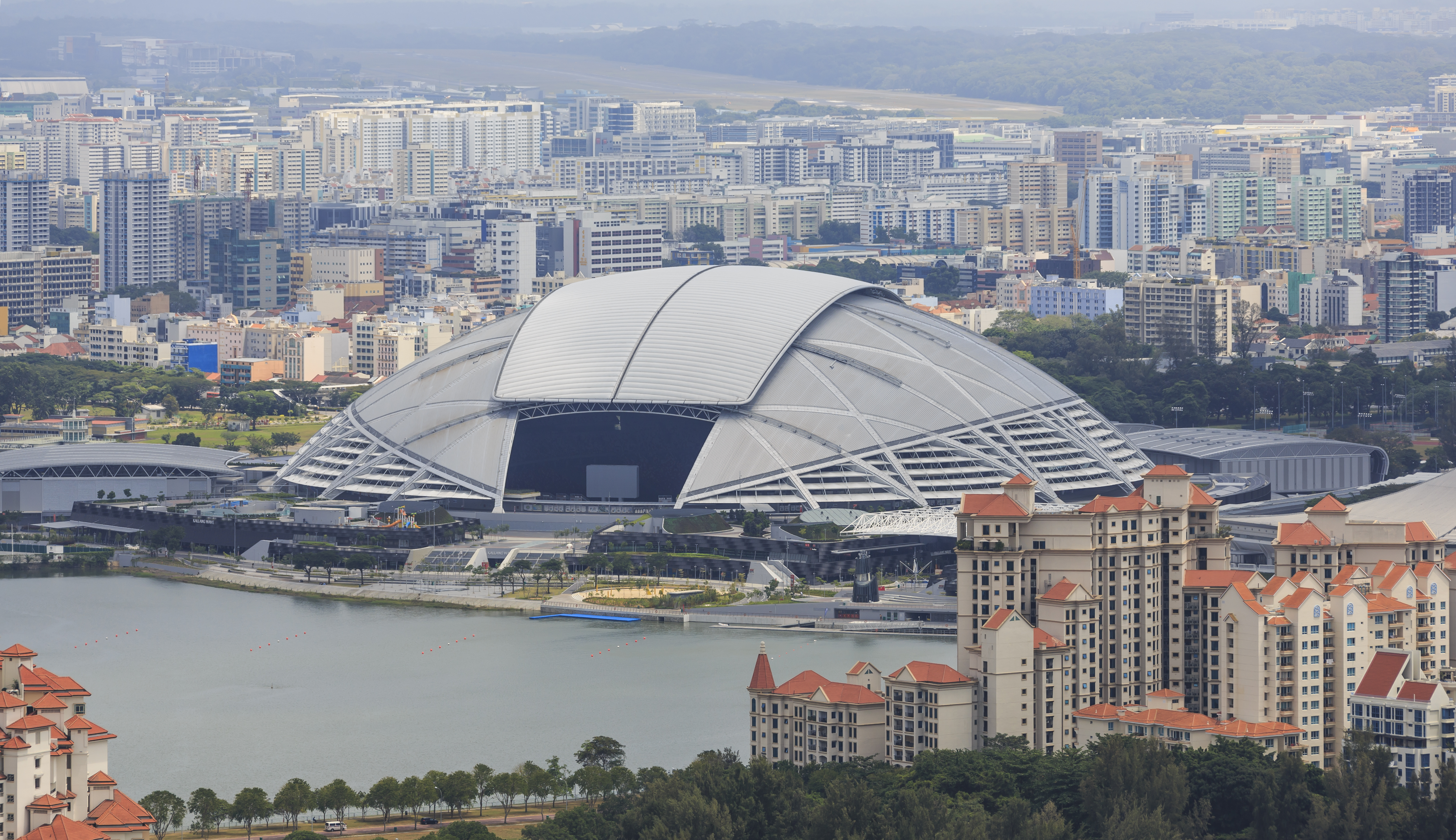
Stadionul Național din Singapore, structura cu cel mai mare acoperiș în formă de dom din lume (diametru)

Lista celor mai mari domuri din lume clasifică cele mai mari (ca suprafață) cupole autoportante de clădiri rezidențiale, religioase, dar și alte tipuri de construcții, în ordinea crescătoare a diametrului bazei domului și în funcție de perioada în care structura în cauză a deținut titlul de „cel mai mare dom din lume”. 
Dacă o cupolă are o formă eliptică și nu circulară, axa mai scurtă a cupolei („lățimea”) este utilizată pentru clasificare, iar dimensiunile sunt listate ca axa scurtă × axa lungă. Dacă un dom face parte dintr-un complex de clădiri, numele întregului amplasament este de asemenea listat.
În listă sunt incluse doar structuri autoportante, respectiv structuri ale cărei stabilitate este asigurată doar de propria rigiditate, nefiind flotante (plutitoare) și nici susținute de tiranți, cabluri sau de alte tipuri de suport auxiliar. De exemplu, Arena O2 din Londra, Stadionul Krestovski din Sankt Petersburg sau Arena Națională din București nu sunt clasificate, întrucât, deși au acoperișuri în formă de cupolă, acestea nu sunt autoportante.
Lista celor mai mari domuri din lume conține mai multe secțiuni, clasificarea fiind cronologică, în funcție de diametrul domului, de materialul utilizat la construcția cupolei și după continent.

## Lista celor mai mari domuri din lume
| Perioadă                  | Imagine | Nume | Diametru (m) | Locație             | Țară          | Observații | Note                 |
|                           |         | |              |                     |               | |                      |
| ------------------------- | ------- | --- | ------------ | ------------------- | ------------- | --- | -------------------- |
| 1250 î.Hr. – sec. I î.Hr. |         | Mormântul lui Atreus (în greacă Τάφος του Ατρέα, transliterat: Táfos tou Atréa) | 14,5         | Mycenae             | Grecia        | Cel mai mare dom din lume până în perioada romană și cel mai mare dom boltit în consolă din lume până în prezent, construit de orașul-stat Mycenae | [ S 1 ]              |
| sec. I î.Hr. – 19 î.Hr.   |         | Templul lui Mercur din Baiae (în italiană Tempio di Mercurio) | 21,55        | Baiae               | Italia        | Primul dom monumental din lume, construit în perioada Imperiului Roman | :118                 |
| 19 î.Hr. – înc. sec. II   |         | Băile lui Agrippa (Arco della Ciambella) (în italiană Terme di Agrippa) | 25           | Roma                | Italia        | Primele băi publice romane cu clădiri acoperite cu un dom, construite în perioada Imperiului Roman | [ 3 ]                |
| înc. sec. II – 128        |         | Băile lui Traian (în italiană Terme di Traiano) | 30           | Roma                | Italia        | Dom semicircular, construit în perioada Imperiului Roman | :119                 |
| 128 – 1436                |         | Panteonul din Roma (în italiană Pantheon) | 43,4         | Roma                | Italia        | Cel mai mare dom din beton solid nearmat din lume, arhetip al metodei occidentale de construcție a domurilor, construit în perioada Imperiului Roman | [ 1 ] [ 4 ] [ 5 ]    |
| 1436 – 1871               |         | Domul Santa Maria del Fiore (în italiană Cattedrale di Santa Maria del Fiore) | 44           | Florența            | Italia        | Cel mai mare dom din cărămidă și mortar din lume, prima structură cu două cupole din perioada Renașterii, cupolă octogonală realizată de Filippo Brunelleschi, construit de orașul-stat Florența                                                                                        | [ 6 ] [ S 2 ]        |
| 1871 – 1873               |         | Royal Albert Hall (în engleză Royal Albert Hall) | 56,5×66,9    | Londra              | Regatul Unit  | Dom de formă eliptică din fier forjat și sticlă vitrificată. Arhitecți: Francis Fowke și Henry Young Darracott Scott, construit de Lucas Brothers | [ 7 ] [ 8 ] [ S 3 ]  |
| 1873 – 1937               |         | Rotunde (în germană Rotunde) | 101,7        | Viena               | Austria       | Construcție distrusă de un incendiu în 1937. Arhitect: Karl von Hasenauer. Constructor: Johann Caspar Harkort VI | [ 9 ] [ S 4 ]        |
| 1937 – 1955               |         | Piața en-gross din Leipzig (Kohlrabizirkus) (în germană Kohlrabizirkus) | 65,8         | Leipzig             | Germania      | Dom din beton armat. Arhitect: Franz Dischinger, construit de Dyckerhoff & Widmann | [ S 5 ]              |
| 1955 – 1957               |         | Bojangles Coliseum (în engleză Bojangles Coliseum) | 101,5        | Charlotte           | Statele Unite | Dom cu structură din oțel. Arhitect: Odell Associates, construit de Thompson and Street | [ 10 ] [ S 6 ]       |
| 1957 – 1963               |         | Complexul expozițional din Belgrad — Hala 1 (în sârbă Хала 1 Београдског сајма, cu alfabetul latin: Hala 1 Beogradskog sajma) | 109          | Belgrad             | Serbia        | Cel mai mare dom din beton precomprimat din lume, construit de Belgrade Fair in Construction | [ 11 ] [ S 7 ]       |
| 1963 – 1964               |         | Assembly Hall (State Farm Center) (în engleză State Farm Center) | 122          | Champaign, Illinois | Statele Unite | Dom din beton armat. Arhitect: Max Abramovitz, construit de Felmley-Dickerson Co. | [ 12 ] [ S 8 ]       |
| 1964 – 1975               |         | Astrodome (în engleză Astrodome) | 196          | Houston             | Statele Unite | Primul stadion acoperit cu o cupolă, primul stadion dotat cu sistem de aer condiționat. Dom cu structură de oțel (3.000 tone de profile metalice). Arhitecți: Lloyd & Morgan și Wilson, Morris, Crain and Anderson, construit de H.A. Lott Inc.                                         | [ 13 ] [ 14 ] [ 15 ] |
| 1975 – 1984, 1985 – 2001  |         | Louisiana Superdome (Caesars Superdome) (în engleză Caesars Superdome) | 207          | New Orleans         | Statele Unite | Dom cu structură din oțel (18.000 tone de profile metalice). Arhitecți: Curtis and Davis Architects and Engineers, Edward 8. Silverstein and Associates și Nolan, Norman and Nolan, construit de Blount International                                                                   | [ 16 ] [ S 9 ]       |
| 1984 – 1985               |         | Domul din Istra al Centrului de testare cu înaltă tensiune al întreprinderii R-6511 [în rusă Истринский купол (Высоковольтный испытательный стенд предприятия Р-6511), transliterat: Istrinski kupol (Vîsokovoltnîi ispîtatelnîi stend predpriatia R-6511)] | 236,5        | Istra               | Rusia         | Construcție metalică (10.000 tone de oțel și 363 tone de aluminiu) a unui centru de testare a armelor bazate pe impuls electromagnetic (generator Marx), construită de Agenția Federală pentru Construcții Speciale a Federației Ruse, prăbușită la 25 ianuarie 1985, ulterior demolată | [ 17 ] [ 18 ] [ 19 ] |
| 2001 – 2013               |         | Stadionul General al Parcului Sportiv Oita (Crassus Dome Oita) (în japoneză 大分スポーツ公園総合競技場, transliterat: Ōita supōtsu kōen sōgō kyōgi-ba) | 274          | Ōita                | Japonia       | Acoperiș retractabil cu structură metalică (11.350 tone de oțel). Arhitecți: Kisho Kurokawa Architect & Associates, Takenaka Corporation, Satobenec și Takayama Sogo Kogyo, construit de Takenaka Corporation, SATO BENEC și Takayama Sogo Kogyo                                        | [ 20 ] [ 21 ]        |
| 2013 – prezent            |         | Stadionul Național din Singapore (în malaieză Stadium Nasional Singapura) | 312          | Singapore           | Singapore     | Acoperiș retractabil cu o înălțime de 80 m. Arhitect: Arup Group, construit de Dragages | [ 22 ] [ S 10 ]      |

## Lista celor mai mari domuri din lume după materialul construcției
| Perioadă                    | Imagine            | Nume | Diametru (m) | Locație                       | Țară          | Observații | Note                 |
|                             |                    | |              |                               |               | |                      |
| --------------------------- | ------------------ | --- | ------------ | ----------------------------- | ------------- | --- | -------------------- |
| Piatră                      |                    | |              |                               |               | |                      |
| 1250 î.Hr. – 150-175        |                    | Mormântul lui Atreus (în greacă Τάφος του Ατρέα, transliterat: Táfos tou Atréa) | 14,5         | Mycenae                       | Grecia        | Cel mai mare dom din lume până în perioada romană și cel mai mare dom boltit în consolă din lume până în prezent, construit de orașul-stat Mycenae | [ S 1 ]              |
| 150-175 – 2006              |                    | Băile vestice din orașul antic Jerash (Thermae occidentales) (în arabă الحمامات الغربية, transliterat: Alhamaamat algharbia) | 15,0         | Jerash                        | Iordania      | Una dintre cele mai vechi cupole cu cheie de boltă (voussoir) cu plan pătrat, construită în perioada Imperiului Roman | :126                 |
| 2006 – prezent              |                    | Pagoda globală Vipassana (în hindi ग्लोबल विपश्यना पैगोडा, transliterat: Global vipashyana paigoda) | 85,15        | Mumbai                        | India         | Dom de piatră finalizat în octombrie 2006 și inaugurat oficial la 8 februarie 2009 | [ 23 ]               |
| Beton                       |                    | |              |                               |               | |                      |
| sec. I î.Hr. – sec. I î.Hr. |                    | Laconicum din băile Stabiae (în latină Stabiae Thermae) | 6,52         | Pompeii                       | Italia        | Construcție acoperită cu o boltă conică (forma timpurie a unui dom), construită în perioada Imperiului Roman, cel mai vechi dom construit cu beton roman | :118                 |
| sec. I î.Hr. – 128          |                    | Templul lui Mercur din Baiae (în italiană Tempio di Mercurio) | 21,55        | Baiae                         | Italia        | Primul dom monumental din lume, construit în perioada Imperiului Roman | :118                 |
| 128 – prezent               |                    | Panteonul din Roma (în italiană Pantheon) | 43,4         | Roma                          | Italia        | Cel mai mare dom din beton solid nearmat din lume, arhetip al metodei occidentale de construcție a domurilor, construit în perioada Imperiului Roman | [ 1 ] [ 4 ] [ 5 ]    |
| Zidărie                     |                    | |              |                               |               | |                      |
| sec. II – 150               |                    | Bazilica Roșie (în turcă Kızıl Avlu) | 11,5         | Pergamon                      | Turcia        | Dom din cărămidă, construit în perioada Imperiului Roman | :137                 |
| 150 – c. 306                |                    | Templul lui Esculap (Asclepieion) (în italiană Santuario di Asclepio) | 23,85        | Pergamon                      | Turcia        | Primul dom monumental din cărămidă, construit în perioada Imperiului Roman | :125 :129            |
| c. 306 – 563                |                    | Rotunda lui Galerius [în greacă Ροτόντα (Θεσσαλονίκη)] | 24,15        | Salonic                       | Grecia        | Dom din cărămizi dispuse radial, construit în perioada Imperiului Roman | :125                 |
| 563 – 1436                  |                    | Hagia Sophia (în greacă Αγία Σοφία, transliterat: Hagía Sophía, în turcă Ayasofya) | 30,87×31,87  | Istanbul                      | Turcia        | Primul dom de tip pandantiv din istorie, finalizat în 537, reconstruit în 563 după un cutremur. Arhitecți: Anthemios din Tralles și Isidor din Milet, construit în perioada Imperiului Roman de Răsărit                                                                                 | [ S 11 ]             |
| 1436 – prezent              |                    | Domul Santa Maria del Fiore (în italiană Cattedrale di Santa Maria del Fiore) | 44           | Florența                      | Italia        | Cel mai mare dom din cărămidă și mortar din lume, prima structură cu două cupole din perioada Renașterii, cupolă octogonală realizată de Filippo Brunelleschi, construit de orașul-stat Florența                                                                                        | [ 6 ] [ S 2 ]        |
| Argilă (lut)                |                    | |              |                               |               | |                      |
| înc. sec. III – 216         |                    | Băile Flavianae (Aquae Flavianae) (în arabă حمام الصالحين, transliterat: Hamaam alsaalihin) | 12,0         | El Hamma, Provincia Khenchela | Algeria       | Dom din tuburi de faianță asamblate, construit în perioada Imperiului Roman | :124                 |
| 216 – prezent               |                    | Caldarium din Băile lui Caracalla (în italiană Terme di Caracalla) | 35,08        | Roma                          | Italia        | Dom din amfore asamblate, construit în perioada Imperiului Roman | [ 25 ]               |
| Lemn                        |                    | |              |                               |               | |                      |
| 691 – 1781                  |                    | Domul Stâncii (în arabă قبة الصخرة, transliterat: Qubat alsakhra) | 20,40        | Ierusalim                     | Israel        | Dom construit în perioada Califatului Omeiad, acoperit cu foițe de aur | [ 26 ] [ S 12 ]      |
| 1781 – 1957                 |                    | Mănăstirea St. Blasien (în germană Kloster St. Blasien) | 36,0         | Sankt Blasien                 | Germania      | Al patrulea cel mai mare dom din Europa la momentul construcției (1783), construit de Pierre Michel d'Ixnard. Construcție distrusă într-un incendiu în 1874, reconstruită și inaugurată în 1913                                                                                         | [ 27 ] [ 28 ]        |
| 1957 – 1977                 |                    | Brick Breeden Fieldhouse (Worthington Arena) (în engleză Brick Breeden Fieldhouse) | 91,4         | Bozeman, Montana              | Statele Unite | Al doilea cel mai mare dom din Statele Unite la momentul construcției, situat în campusul Universității Statului Montana din Bozeman | [ 29 ] [ S 13 ]      |
| 1977 – 1983                 | Walkup Skydome.jpg | Walkup Skydome (în engleză J. Lawrence Walkup Skydome) | 153,0        | Flagstaff, Arizona            | Statele Unite | Dom de formă geodezică, situat în campusul Universității Northern Arizona | [ S 14 ]             |
| 1983 – 1991                 |                    | Tacoma Dome (în engleză Tacoma Dome) | 161,5        | Tacoma                        | Statele Unite | Dom de formă geodezică | [ S 15 ]             |
| 1991 – prezent              |                    | Superior Dome (în engleză Superior Dome) | 163,4        | Marquette                     | Statele Unite | Dom de formă geodezică, situat în campusul Universității Northern Michigan | [ S 16 ]             |
| Fontă                       |                    | |              |                               |               | |                      |
| 1811 – 1881                 |                    | Bursa de comerț din Paris (Halle aux blés) [în franceză Bourse de commerce (Paris)] | 39,0         | Paris                         | Franța        | Arhitecți: François-Joseph Bélanger și François Brunet, construit în perioada Primului Imperiu Francez | [ S 17 ]             |
| 1881 – prezent              |                    | Devonshire Dome (Devonshire Royal Hospital) (în engleză Devonshire Dome) | 46,9         | Buxton                        | Regatul Unit  | Construcție a unui fost grajd transformat în spital. Dom cu cadru de fier acoperit cu ardezie. Arhitecți: John Carr și Robert Rippon Duke | [ 30 ]               |
| Fier forjat                 |                    | |              |                               |               | |                      |
| 1871 – 1873, 1937 – prezent |                    | Royal Albert Hall (în engleză Royal Albert Hall) | 56,5×66,9    | Londra                        | Regatul Unit  | Dom de formă eliptică din fier forjat și sticlă vitrificată. Arhitecți: Francis Fowke și Henry Young Darracott Scott, construit de Lucas Brothers | [ 7 ] [ 8 ] [ S 3 ]  |
| 1873 – 1937                 |                    | Rotunde (în germană Rotunde) | 101,7        | Viena                         | Austria       | Construcție distrusă de un incendiu în 1937. Arhitect: Karl von Hasenauer. Constructor: Johann Caspar Harkort VI | [ 9 ] [ S 4 ]        |
| Oțel                        |                    | |              |                               |               | |                      |
| 1902 – 1955                 |                    | Hotelul West Baden Springs (în engleză West Baden Springs Hotel) | 59,45        | West Baden, Indiana           | Statele Unite | Dom din oțel și sticlă. Arhitect: Harrison Albright, constructor: Lee Wiley Sinclair | [ 31 ] [ S 18 ]      |
| 1955 – 1964                 |                    | Bojangles Coliseum (în engleză Bojangles Coliseum) | 101,5        | Charlotte                     | Statele Unite | Dom cu structură din oțel. Arhitect: Odell Associates, construit de Thompson and Street | [ 10 ] [ S 6 ]       |
| 1964 – 1975                 |                    | Astrodome (în engleză Astrodome) | 196          | Houston                       | Statele Unite | Primul stadion acoperit cu o cupolă, primul stadion dotat cu sistem de aer condiționat. Dom cu structură de oțel (3.000 tone de profile metalice). Arhitecți: Lloyd & Morgan și Wilson, Morris, Crain and Anderson, construit de H.A. Lott Inc.                                         | [ 13 ] [ 14 ] [ 15 ] |
| 1975 – 1984, 1985 – 2001    |                    | Louisiana Superdome (Caesars Superdome) (în engleză Caesars Superdome) | 207          | New Orleans                   | Statele Unite | Dom cu structură din oțel (18.000 tone de profile metalice). Arhitecți: Curtis and Davis Architects and Engineers, Edward 8. Silverstein and Associates și Nolan, Norman and Nolan, construit de Blount International                                                                   | [ 16 ]               |
| 1984 – 1985                 |                    | Domul din Istra al Centrului de testare cu înaltă tensiune al întreprinderii R-6511 [în rusă Истринский купол (Высоковольтный испытательный стенд предприятия Р-6511), transliterat: Istrinski kupol (Vîsokovoltnîi ispîtatelnîi stend predpriatia R-6511)] | 236,5        | Istra                         | Rusia         | Construcție metalică (10.000 tone de oțel și 363 tone de aluminiu) a unui centru de testare a armelor bazate pe impuls electromagnetic (generator Marx), construită de Agenția Federală pentru Construcții Speciale a Federației Ruse, prăbușită la 25 ianuarie 1985, ulterior demolată | [ 17 ] [ 18 ] [ 19 ] |
| 2001 – 2013                 |                    | Stadionul General al Parcului Sportiv Oita (Crassus Dome Oita) (în japoneză 大分スポーツ公園総合競技場, transliterat: Ōita supōtsu kōen sōgō kyōgi-ba) | 274          | Ōita                          | Japonia       | Acoperiș retractabil cu structură metalică (11.350 tone de oțel). Arhitecți: Kisho Kurokawa Architect & Associates, Takenaka Corporation, Satobenec și Takayama Sogo Kogyo, construit de Takenaka Corporation, SATO BENEC și Takayama Sogo Kogyo                                        | [ 20 ] [ 21 ]        |
| 2013 – prezent              |                    | Stadionul Național din Singapore (în malaieză Stadium Nasional Singapura) | 312          | Singapore                     | Singapore     | Acoperiș retractabil cu o înălțime de 80 m. Arhitect: Arup Group, construit de Dragages | [ 22 ] [ S 10 ]      |
| Beton armat                 |                    | |              |                               |               | |                      |
| 1913 – 1930                 |                    | Sala Centenarului (în germană Jahrhunderthalle (Breslau), în poloneză Hala Stulecia we Wrocławiu) | 65,0         | Wrocław                       | Polonia       | Construcție din perioada Imperiului German. Arhitect: Max Berg | [ 32 ] [ S 19 ]      |
| 1930 – 1957                 |                    | Piața en-gross din Leipzig (Kohlrabizirkus) (în germană Kohlrabizirkus) | 65,8         | Leipzig                       | Germania      | Dom din beton armat. Arhitect: Franz Dischinger, construit de Dyckerhoff & Widmann | [ S 5 ]              |
| 1957 – 1963                 |                    | Palazzetto dello Sport (în italiană Palazzetto dello Sport) | 100,6        | Roma                          | Italia        | Edificiu construit pentru Jocurile Olimpice de vară din 1960. Consultant: Pier Luigi Nervi | [ 12 ]               |
| 1963 – 1971                 |                    | Assembly Hall (State Farm Center) (în engleză State Farm Center) | 122,7        | Champaign, Illinois           | Statele Unite | Dom din beton armat. Arhitect: Max Abramovitz, construit de Felmley-Dickerson Co. | [ 12 ] [ S 8 ]       |
| 1971 – 1976, 2000 – prezent |                    | Norfolk Scope (în engleză Norfolk Scope) | 134,1        | Norfolk, Virginia             | Statele Unite | Dom din beton armat. Consultant: Pier Luigi Nervi | [ 12 ] [ S 20 ]      |
| 1976 – 2000                 |                    | Kingdome (King County Stadium) (în engleză Kingdome) | 201,6        | Seattle                       | Statele Unite | Dom din beton armat, demolat la 26 martie 2000. Arhitecți: NBBJ, John Skilling și Emil Praeger | [ S 21 ]             |
| Sticlă                      |                    | |              |                               |               | |                      |
| 2002 – prezent              |                    | Desert Dome (în engleză Desert Dome) | 70,1         | Omaha                         | Statele Unite | Dom de formă geodezică, găzduiește cel mai mare mediu deșertic interior din lume | [ 33 ] [ 34 ]        |

## Lista celor mai mari domuri din lume după continent

### Europa
| Perioadă                  | Imagine | Nume | Diametru (m) | Locație  | Țară         | Observații | Note                |
|                           |         | |              |          |              | |                     |
| ------------------------- | ------- | --- | ------------ | -------- | ------------ | --- | ------------------- |
| 1250 î.Hr. – sec. I î.Hr. |         | Mormântul lui Atreus (în greacă Τάφος του Ατρέα, transliterat: Táfos tou Atréa)                                               | 14,5         | Mycenae  | Grecia       | Cel mai mare dom din lume până în perioada romană și cel mai mare dom boltit în consolă din lume până în prezent, construit de orașul-stat Mycenae                                               | [ S 1 ]             |
| sec. I î.Hr. – 19 î.Hr.   |         | Templul lui Mercur din Baiae (în italiană Tempio di Mercurio)                                                                 | 21,55        | Baiae    | Italia       | Primul dom monumental din lume, construit în perioada Imperiului Roman | :118                |
| 19 î.Hr. – 109            |         | Băile lui Agrippa (Arco della Ciambella) (în italiană Terme di Agrippa)                                                       | 25           | Roma     | Italia       | Primele băi publice romane cu clădiri acoperite cu un dom, construite în perioada Imperiului Roman                                                                                               | [ 3 ]               |
| 109 – 128                 |         | Băile lui Traian (în italiană Terme di Traiano)                                                                               | 30           | Roma     | Italia       | Dom semicircular, construit în perioada Imperiului Roman | :119                |
| 128 – 1436                |         | Panteonul din Roma (în italiană Pantheon)                                                                                     | 43,4         | Roma     | Italia       | Cel mai mare dom din beton solid nearmat din lume, arhetip al metodei occidentale de construcție a domurilor, construit în perioada Imperiului Roman                                             | [ 1 ] [ 4 ] [ 5 ]   |
| 1436 – 1871               |         | Domul Santa Maria del Fiore (în italiană Cattedrale di Santa Maria del Fiore)                                                 | 44           | Florența | Italia       | Cel mai mare dom din cărămidă și mortar din lume, prima structură cu două cupole din perioada Renașterii, cupolă octogonală realizată de Filippo Brunelleschi, construit de orașul-stat Florența | [ 6 ] [ S 2 ]       |
| 1871 – 1873               |         | Royal Albert Hall (în engleză Royal Albert Hall)                                                                              | 56,5×66,9    | Londra   | Regatul Unit | Dom de formă eliptică din fier forjat și sticlă vitrificată. Arhitecți: Francis Fowke și Henry Young Darracott Scott, construit de Lucas Brothers                                                | [ 7 ] [ 8 ] [ S 3 ] |
| 1873 – 1937               |         | Rotunde (în germană Rotunde)                                                                                                  | 101,7        | Viena    | Austria      | Construcție distrusă de un incendiu în 1937. Arhitect: Karl von Hasenauer. Constructor: Johann Caspar Harkort VI                                                                                 | [ 9 ] [ S 4 ]       |
| 1937 – 1957               |         | Piața en-gross din Leipzig (Kohlrabizirkus) (în germană Kohlrabizirkus)                                                       | 65,8         | Leipzig  | Germania     | Dom din beton armat. Arhitect: Franz Dischinger, construit de Dyckerhoff & Widmann | [ S 5 ]             |
| 1957 – 1990               |         | Complexul expozițional din Belgrad — Hala 1 (în sârbă Хала 1 Београдског сајма, cu alfabetul latin: Hala 1 Beogradskog sajma) | 109          | Belgrad  | Serbia       | Cel mai mare dom din beton precomprimat din lume, construit de Belgrade Fair in Construction | [ 11 ] [ S 7 ]      |
| 1990 – prezent            |         | Kupolen (în suedeză Kupolen)                                                                                                  | 129          | Borlänge | Suedia       | Construită inițial ca sală de expoziții cu câteva magazine la parter, a fost transformată în mall cu trei niveluri. Arhitect: Coordinator arkitekter                                             | [ 35 ]              |

### America de Nord
| Perioadă       | Imagine | Nume                                                                       | Diametru (m) | Locație             | Țară          | Observații | Note                 |
|                |         |                                                                            |              |                     |               | |                      |
| -------------- | ------- | -------------------------------------------------------------------------- | ------------ | ------------------- | ------------- | --- | -------------------- |
| 1864 – 1867    |         | Capitoliul Statelor Unite ale Americii (în engleză United States Capitol)  | 29           | Washington, D.C.    | Statele Unite | Sediul Congresului Statelor Unite ale Americii. Domul original din lemn acoperit cu cupru a fost înlocuit în 1864 cu un dom din fier forjat Arhitect: Thomas Ustick Walter                                                                      | [ S 22 ]             |
| 1867 – 1902    |         | Salt Lake Tabernacle (Mormon Tabernacle) (în engleză Salt Lake Tabernacle) | 45,7         | Salt Lake City      | Statele Unite | În 2007, clădirea a fost renovată, domul fiind acoperit cu plăci de aluminiu. Arhitect: Henry Grow | [ 36 ] [ S 23 ]      |
| 1902 – 1955    |         | Hotelul West Baden Springs (în engleză West Baden Springs Hotel)           | 59,45        | West Baden, Indiana | Statele Unite | Dom din oțel și sticlă. Arhitect: Harrison Albright, constructor: Lee Wiley Sinclair | [ 31 ] [ S 18 ]      |
| 1955 – 1963    |         | Bojangles Coliseum (în engleză Bojangles Coliseum)                         | 101,5        | Charlotte           | Statele Unite | Dom cu structură din oțel. Arhitect: Odell Associates, construit de Thompson and Street | [ 10 ] [ S 6 ]       |
| 1963 – 1964    |         | Assembly Hall (State Farm Center) (în engleză State Farm Center)           | 122          | Champaign, Illinois | Statele Unite | Dom din beton armat. Arhitect: Max Abramovitz, construit de Felmley-Dickerson Co. | [ 12 ] [ S 8 ]       |
| 1964 – 1975    |         | Astrodome (în engleză Astrodome)                                           | 196          | Houston             | Statele Unite | Primul stadion acoperit cu o cupolă, primul stadion dotat cu sistem de aer condiționat. Dom cu structură de oțel (3.000 tone de profile metalice). Arhitecți: Lloyd & Morgan și Wilson, Morris, Crain and Anderson, construit de H.A. Lott Inc. | [ 13 ] [ 14 ] [ 15 ] |
| 1975 – 2009    |         | Louisiana Superdome (Caesars Superdome) (în engleză Caesars Superdome)     | 207          | New Orleans         | Statele Unite | Dom cu structură din oțel (18.000 tone de profile metalice). Arhitecți: Curtis and Davis Architects and Engineers, Edward 8. Silverstein and Associates și Nolan, Norman and Nolan, construit de Blount International                           | [ 16 ]               |
| 2009 – prezent |         | AT&T Stadium (Dallas Cowboys Stadium) (în engleză AT&T Stadium)            | 230          | Arlington           | Statele Unite | Acoperiș retractabil (14.100 tone de profile din oțel), diametrul domului este estimat | [ 37 ] [ S 24 ]      |

### America de Sud
| Perioadă       | Imagine | Nume                                                                                                  | Diametru (m) | Locație      | Țară      | Observații                                                                                | Note            |
|                |         | |              |              |           |                                                                                           |                 |
| -------------- | ------- | --- | ------------ | ------------ | --------- | ----------------------------------------------------------------------------------------- | --------------- |
| 1906 – 1960    |         | Palatul Congresului Național Argentinian (în spaniolă es:Palacio del Congreso de la Nación Argentina) | 20           | Buenos Aires | Argentina | Sediul Parlamentului Argentinei. Dom placat cu bronz. Arhitect: Vittorio Meano            | [ 38 ] [ S 25 ] |
| 1960 – prezent |         | Palatul Congresului Național din Brazilia (în portugheză Palácio do Congresso Nacional)               | 38           | Brasília     | Brazilia  | Sediul Parlamentului Braziliei. Două cupole, concavă și convexă. Arhitect: Oscar Niemeyer | [ 39 ] [ S 26 ] |

### Asia
| Perioadă       | Imagine | Nume | Diametru (m) | Locație                      | Țară      | Observații | Note            |
|                |         | |              |                              |           | |                 |
| -------------- | ------- | --- | ------------ | ---------------------------- | --------- | --- | --------------- |
| sec. II – 150  |         | Bazilica Roșie (în turcă Kızıl Avlu) | 11,5         | Pergamon                     | Turcia    | Dom din cărămidă, construit în perioada Imperiului Roman | :137            |
| 150 – 1312     |         | Templul lui Esculap (Asclepieion) (în italiană Santuario di Asclepio)                                                                                  | 23,85        | Pergamon                     | Turcia    | Primul dom monumental din cărămidă, construit în perioada Imperiului Roman | :125 :129       |
| 1312 – 1659    |         | Domul din Soltaniyeh (în persană گنبد سلطانیه, transliterat: Gonbad saltanieh)                                                                         | 25,6         | Soltaniyeh, Provincia Zanjan | Iran      | Arhitecții perși construiau domuri cu două cochilii de la începutul sec. V, Domul din Soltaniyeh fiind cea mai veche construcție de acest gen existentă și datând din 1312, cu peste 100 de ani înainte ca Brunelleschi să folosească aceeași tehnică pentru construcția cupolei Catedralei din Florența. Domul din Soltaniyeh este al treilea cel mai mare dom de cărămidă din lume (după Domul din Florența și Hagia Sofia). Hagia Sofia este mai veche decât Domul din Soltaniyeh, dar are o cupolă din cărămidă cu o singură cochilie | [ 40 ]          |
| 1659 – 1937    |         | Gol Gumbaz (în hindi Gol Gumbaz) | 44           | Bijapur, Karnataka           | India     | Dom din cărămidă cimentat cu straturi de var, acoperă Mausoleul lui Muhammad Adil Shah II (1627-1657) Sultanul Bijapur, construcție nefinalizată | [ 41 ]          |
| 1937 – 1944    |         | Piața Centrală din Phnom Penh (în khmeră ផ្សារធំថ្មី, transliterat: Phsaar thom thmei)                                                                      | 45           | Phnom Penh                   | Cambodgia | Dom din beton armat. Arhitecți: Jean Desbois și Louis Chauchon | [ S 27 ]        |
| 1944 – 1960    |         | Teatrul de Operă și Balet din Novosibirsk (în rusă Новосибирский театр оперы и балета, transliterat: Novosibirski teatr operî i baleta)                | 60           | Novosibirsk                  | Rusia     | Dom din beton armat | [ S 28 ]        |
| 1960 – 2001    |         | Araneta Coliseum (în tagalog Smart Araneta Coliseum)                                                                                                   | 108          | Quezon City                  | Filipine  | Numit și Marele Dom (Big Dome), la inaugurare a fost cea mai mare locație acoperită de spectacole din lume. Arhitect: Dominador Lugtu | [ 42 ]          |
| 2001 – 2013    |         | Stadionul General al Parcului Sportiv Oita (Crassus Dome Oita) (în japoneză 大分スポーツ公園総合競技場, transliterat: Ōita supōtsu kōen sōgō kyōgi-ba) | 274          | Ōita                         | Japonia   | Acoperiș retractabil cu structură metalică (11.350 tone de oțel). Arhitecți: Kisho Kurokawa Architect & Associates, Takenaka Corporation, Satobenec și Takayama Sogo Kogyo, construit de Takenaka Corporation, SATO BENEC și Takayama Sogo Kogyo | [ 20 ] [ 21 ]   |
| 2013 – prezent |         | Stadionul Național din Singapore (în malaieză Stadium Nasional Singapura)                                                                              | 312          | Singapore                    | Singapore | Acoperiș retractabil cu o înălțime de 80 m. Arhitect: Arup Group, construit de Dragages | [ 22 ] [ S 10 ] |

### Africa
| Perioadă       | Imagine | Nume                                                                                         | Diametru (m) | Locație      | Țară             | Observații                                                                                                 | Note     |
|                |         |                                                                                              |              |              |                  | |          |
| -------------- | ------- | -------------------------------------------------------------------------------------------- | ------------ | ------------ | ---------------- | --- | -------- |
| 1988 – 1997    |         | Bazilica Notre-Dame de la Paix (în franceză Basilique Notre-Dame-de-la-Paix de Yamoussoukro) | 90           | Yamoussoukro | Coasta de Fildeș | Arhitectură inspirată după Bazilica Sfântul Petru din Roma. Cel mai înalt dom din lume. Constructor: Dumez | [ S 29 ] |
| 1997 – prezent |         | MTN Sundome (WeBuyCars Dome) (în engleză WeBuyCars Dome)                                     | 140          | Randburg     | Africa de Sud    | Fostă arenă sportivă, în prezent salon auto                                                                | [ S 30 ] |

### Australia
| Perioadă                    | Imagine | Nume | Diametru (m) | Locație   | Țară      | Observații | Note          |
|                             |         | |              |           |           | |               |
| --------------------------- | ------- | --- | ------------ | --------- | --------- | --- | ------------- |
| 1913 – 1959                 |         | Galeria Domului Bibliotecii Statului Victoria [în engleză The dome (La Trobe Reading Room and Dome Gallery)] | 34,75        | Melbourne | Australia | Arhitect: Norman G. Peebles | [ 43 ]        |
| 1959 – 1988, 2013 – prezent |         | The Shine Dome (în engleză The Shine Dome)                                                                   | 46           | Canberra  | Australia | Numită anterior Becker House, clădirea aparține Academiei de Științe din Australia. Dom din beton armat acoperit cu plăci din cupru. Arhitect: Roy Grounds | [ 44 ]        |
| 1988 – 2013                 |         | Burswood Dome (în engleză Burswood Dome)                                                                     | 118×74,5     | Perth     | Australia | Fostă arenă sportivă și culturală. Dom din fibră de sticlă, demolat la 28 iunie 2013. Arhitect: James Wilkinson                                            | [ 45 ] [ 46 ] |

## Alte domuri importante din punct de vedere istoric și arhitectural
| An    | Imagine | Nume | Diametru (m) | Locație                  | Țară          | Observații | Note                   |
|       |         | |              |                          |               | |                        |
| ----- | ------- | --- | ------------ | ------------------------ | ------------- | --- | ---------------------- |
| c. 64 |         | Camera cu oculus a Domului Aurit (Domus Aurea) (în latină Domus Aurea)                                                          | 13,48        | Roma                     | Italia        | Primul dom cu plan poligonal (octogon), construit în perioada Imperiului Roman | :118                   |
| 1227  |         | Bazilica Sfântul Gereon din Köln [în germană St. Gereon (Köln)]                                                                 | 16,9×21      | Köln                     | Germania      | Dom de formă eliptică. Cel mai mare dom construit în Occident în perioada dintre construcția Hagiei Sofia în 563 și finalizarea Catedralei din Florența în 1436.                                                                                     | [ 47 ]                 |
| 1405  |         | Mausoleul lui Koja Ahmed Yasavi (în kazahă Қожа Ахмет Ясауи кесенесі, transliterat: Qoja Ahmet Яsaui kesenesı)                  | 18,2         | Turkistan                | Kazahstan     | Edificiu cu două domuri, construit de Timur Lenk | [ 48 ] [ 49 ]          |
| 1557  |         | Moscheea lui Suleiman (în turcă Süleymaniye Camii)                                                                              | 27,2         | Istanbul                 | Turcia        | Moschee construită de Suleiman Magnificul, în perioada Imperiului Otoman. Domul imită designul cupolei Hagia Sofia. Architect: Mimar Sinan | [ S 31 ]               |
| 1575  |         | Moscheea lui Selim (în turcă Selimiye Camii)                                                                                    | 31,28        | Edirne                   | Turcia        | Moschee construită de Selim al II-lea, în perioada Imperiului Otoman. Architect: Mimar Sinan | [ S 32 ]               |
| 1626  |         | Bazilica Sfântul Petru (în italiană Basilica di San Pietro in Vaticano)                                                         | 42,3         | Vatican                  | Vatican       | Cel mai înalt dom din lume până în 1990. Cea mai mare înălțime interioară maximă (de la podea până la tavanul lanternei). Cupolă cu două straturi. Arhitect: Michelangelo.                                                                           | :118                   |
| 1641  |         | Taj Mahal (în hindi ताजमहल, transliterat: Taajamahal)                                                                            | 18           | Agra                     | India         | Mausoleu construit în perioada Imperiului Mogul. Dom dublu din marmură, ușor asimetric, susține un finial aurit înalt de 9,6 m | [ 50 ] [ 51 ] [ 50 ]   |
| 1710  |         | Catedrala Sfântul Pavel din Londra (în engleză St Paul's Cathedral)                                                             | 31,1         | Londra                   | Regatul Unit  | Dom dublu cu o înălțime de 69 m. Constructor: Christopher Wren | [ 1 ] [ 52 ]           |
| 1732  |         | Sanctuarul din Vicoforte (în italiană Santuario di Vicoforte)                                                                   | 24,1×36,25   | Vicoforte                | Italia        | Bazilică-mausoleu a Casei de Savoia. Cel mai mare dom de biserică de formă eliptică din lume, 16 m înălțime. Arhitecți: Ascanio Vitozzi și Francesco Gallo                                                                                           | [ 53 ]                 |
| 1871  |         | Rotonda din Mosta (în malteză Ir-Rotunda tal-Mosta, în engleză Rotunda of Mosta)                                                | 39,6         | Mosta                    | Malta         | Al treilea cel mai mare dom nesusținut din lume. Arhitect: Giorgio Grognet de Vassé | [ 54 ] [ 55 ]          |
| 1894  |         | Biserica lui Frederik (Biserica de marmură) [în daneză Frederiks Kirke (Marmorkirken)]                                          | 31           | Copenhaga                | Danemarca     | Construcție inițiată de regele Frederick al V-lea. lucrări desfășurate între 1749 și 1894, suspendate în perioada 1770-1877 | [ 56 ]                 |
| 1904  |         | Rhode Island State House (în engleză Rhode Island State House)                                                                  | 15           | Providence               | Statele Unite | Al treilea cel mai mare dom din marmură nesusținut din lume | [ 57 ]                 |
| 1912  |         | Catedrala Alexandr Nevski din Sofia (în bulgară Свети Александър Невски, transliterat: Sveti Aleksandăr Nevski)                 | 18           | Sofia                    | Bulgaria      | A doua cea mai mare catedrală din Peninsula Balcanică după Catedrala Sfântul Sava din Belgrad, poartă numele cneazului rus Aleksandr Nevski, construită între 1882 și 1912, sfințită în 1924. Domuri acoperite cu foițe de aur                       | [ 58 ] [ 59 ] [ S 33 ] |
| 1944  |         | La Coupole (buncăr V-2) (în franceză Coupole d'Helfaut, în germană La Coupole)                                                  | 61           | Wizernes                 | Franța        | Dom din beton armat de 5 m grosime, construit de Germania Nazistă ca structură defensivă a locației de producție a rachetelor V-2 | [ 60 ] [ 61 ]          |
| 1978  |         | Biserica Sfântul Ioan Botezătorul (Rotunda din Xewkija) [în malteză Knisja Arċipretali San Gwann Battista (Rotonde de Xewkija)] | 27           | Xewkija, Insula Gozo     | Malta         | Sediul spiritual al Ordinul Suveran al Cavalerilor de Malta. Dom din marmură, cu înălțimea de 75 m și circumferința de 85 m. Arhitect: Ġużè Damato                                                                                                   | [ 62 ]                 |
| 1988  |         | Moscheea Sultanului Salahuddin Abdul Aziz (în malaieză Masjid Sultan Salahuddin Abdul Aziz Shah)                                | 51,82        | Shah Alam, Selangor      | Malaysia      | Cea mai mare moschee din Malaysia și a doua cea mai mare moschee din Asia de Sud-Est, după Moscheea Istiqlal din Jakarta, Indonezia. Este numită și Moscheea Albastră după domul realizat din foi de aluminiu pliate vopsite în albastru și argintiu | [ 63 ]                 |
| 1992  |         | Georgia Dome (în engleză Georgia Dome)                                                                                          | 192×240      | Atlanta                  | Statele Unite | În 1992, era al doilea cel mai mare stadion acoperit din lume, după Pontiac Silverdome, a găzduit Jocurile Olimpice de vară din 1996. Dom de formă eliptică din fibră de sticlă. Construcție demolată la 20 noiembrie 2017                           | [ 64 ] [ 65 ]          |
| 2005  |         | Long Island Green Dome (în engleză Long Island Green Dome)                                                                      | 21,34        | Baiting Hollow, New York | Statele Unite | Cel mai mare dom geodezic rezidențial din lemn din America de Nord, servește drept locuință și are rolul de a susține un stil de viață sustenabil | [ 66 ]                 |
| 2009  |         | Silozul de clincher Medgidia (în engleză Medgidia clinker storage facility)                                                     | 78           | Medgidia                 | România       | Cel mai mare siloz de clincher tip dom din lume, finalizat în 2009, poate stoca 250.000 m3 de clincher | [ 67 ] [ 68 ]          |
| 2014  |         | Philippine Arena (în tagalog Philippine Arena)                                                                                  | 179×227      | Bocaue, Luzon            | Filipine      | Cea mai mare arenă acoperită cu utilizare mixtă din lume în 2014. Dom de formă eliptică | [ 69 ]                 |
| 2025  |         | Catedrala Mântuirii Neamului | 29,4         | București                | România       | Cel mai înalt dom fără oculus din lume (106 m) | [ 70 ] [ 71 ]          |